# Unione Sportiva Viterbese 1998-1999
Questa voce raccoglie le informazioni riguardanti l'Unione Sportiva Viterbese nelle competizioni ufficiali della stagione 1998-1999.

## Rosa
| N. |                   | Ruolo | Calciatore          |
| -- | ----------------- | ----- | ------------------- |
|    | Italia (bandiera) | A     | Fabio Amoruso (II)  |
|    | Italia (bandiera) | C     | Davide Baiocco      |
|    | Italia (bandiera) | D     | Pietro Barbaranelli |
|    | Italia (bandiera) | A     | Alessandro Battisti |
|    | Italia (bandiera) | A     | Costantino Borneo   |
|    | Italia (bandiera) | D     | Silvano Cernicchi   |
|    | Italia (bandiera) | C     | Maurizio Coppola    |
|    | Italia (bandiera) | D     | Riki Di Bin         |
|    | Italia (bandiera) | D     | Gianluca Esposito   |
|    | Italia (bandiera) | C     | Alessandro Ettori   |
|    | Italia (bandiera) | A     | Fabrizio Fermanelli |
|    | Italia (bandiera) | P     | Patrizio Fimiani    |
|    | Italia (bandiera) | C     | Luciano Foschi      |
|    | Italia (bandiera) | C     | Fabio Liverani      |
|    | Italia (bandiera) | D     | Alessandro Lolli    |
|    | Italia (bandiera) | A     | Simone Lucchini     |

| N. |                      | Ruolo | Calciatore              |
| -- | -------------------- | ----- | ----------------------- |
|    | Italia (bandiera)    | D     | Luca Miscoli            |
|    | Italia (bandiera)    | D     | Luca Moreo              |
|    | Italia (bandiera)    | D     | Massimiliano Nardecchia |
|    | Italia (bandiera)    | D     | Michele Padano          |
|    | Italia (bandiera)    | D     | Carmine Parlato         |
|    | Italia (bandiera)    | C     | Maurizio Pellegrino     |
|    | Italia (bandiera)    | C     | Giovanni Renna          |
|    | Italia (bandiera)    | P     | Matteo Rigamonti        |
|    | Italia (bandiera)    | C     | Gabriele Sabatini       |
|    | Italia (bandiera)    | C     | Daniele Saccarella      |
|    | Italia (bandiera)    | D     | Gianluca Sgarra         |
|    | Italia (bandiera)    | C     | Emiliano Testini        |
|    | Italia (bandiera)    | C     | Ivano Trotta            |
|    | Argentina (bandiera) | A     | Juan Turchi             |
|    | Italia (bandiera)    | D     | Mauro Valentini         |